# Uprava za hranu i lekove
Uprava za hranu i lekove (engl. Food and Drug Administration, FDA ili ) agencija je Ministarstvа zdravlja i ljudskih službi, jednog od saveznih izvršnih ministarstava SAD, koja je odgovorna za zaštitu i promovisanje javnog zdravlja putem regulisanja i nadgledanja bezbednosti hrane, duvanskih proizvoda, prehrambenih suplemenata, propisivanih i farmaceutskih lekova (medikacija) koji se izdaju slobodno, vakcina, biofarmaceutskih proizvoda, krvne transfuzije, medicinskih uređaja, uređaja koji emituju elektromagnetsku radijaciju (ERED), veterinarskih proizvoda, i kozmetike.
FDA takođe sprovodi druge zakone, primetno član 361 Akta o javnim zdravstvenim uslugama i srodne regulacije, od kojih mnoge nisu direktno vezane za hranu i lekove. To obuhvata sanitacione zahteve međudržavnog saobraćaja i kontrolu bolesti za proizvode u rasponu od određenih kućnih životinja do donacije sperme za potpomognutu reprodukciju.
Komesar za hranu i lekove rukovodi FDA-om. Njega postavlja predsednik države po savetu i uz saglasnost senata. Komesar je podređen ministru za zdravstvene i ljudske usluge. Dvadeset prvi komesar je bila Margaret A. Hamburg.
Sedište FDA je u Silver Springu, Merilend, SAD. Agencija ima 223 terenske kancelarije i 13 laboratorija lociranih širom država, Američkih Devičanskih Ostrva, i Portorika. 2008. FDA je počela da otvara kancelarije u stranim zemljama, uključujući Kinu, Indiju, Kostariku, Čile, Belgiju i Veliku Britaniju.

## Spoljašnje veze
- FDA, veb-sajt
- Strateški Plan - sa
- CBER - Centar za evaluaciju i ispitivanje biologika, FDA Архивирано на веб-сајту  (25. мај 2009)
- Prezentacije